# Symbolika anarchismu
Přestože anarchisté zpočátku odmítali význam symbolů v jejich politickém hnutí, hlavními symboly anarchismu se stalo áčko v kruhu (Ⓐ) a černá vlajka. Jednotlivé anarchistické směry si poté vytvořily vlastní partikulární symboly. 

## Černá vlajka

vlajky anarchismů

Černá vlajka je tradiční anarchistický symbol

Černá vlajka a všeobecně černá barva je spojená s anarchistickým hnutím od konce 19. století. Několik anarchistických časopisů neslo název Black Flag (Černá vlajka). Černá barva vlajky je v záměrném kontrastu s barevnými vlajkami většiny států. Taktéž jako opozitum vůči bílé vlajce, která je symbolem vzdání se, černá barva znamená odpor, odmítnutí vzdání se. 
Louise Michelová, francouzská anarchistka, účastnice Pařížské komuny, 9. března 1883 v Paříži během demonstrace nezaměstnaných jako prvá nesla nad sebou černou vlajku. Podle ní je černá vlajka „vlajkou stávkujících a vlajka těch, kteří jsou hladoví“. Černá vlajka jako symbol anarchismu se poté dostala i do Ameriky, kde vlála i během prvomájových demonstrací v Chicagu v roce 1886. Podle černé barvy se nazývala i ukrajinská anarchistická Černá armáda.

### Další vlajky

Černorudá vlajka tradičního sociálního anarchismu

Různé anarchistické směry si vytvořily vlastní vlajky. Vlajky jsou rozdělené na horní a dolní stranu podél úhlopříčky: Dolní polovina vlajky je tradičně anarchisticky černá, horní polovina má barvu daného směru. Anarchistické směry používají i pěticípé hvězdy, které mají podobný motiv: svislé dělení, černou vlevo.
- Černorudá vlajka je symbolem anarchosyndikalismu či obecněji sociálního anarchismu. Černá je tradiční barva anarchismu a červená je tradiční barva socialismu. Vlajka inspirovala vlajku Haiti, vlajku Angoly a vlajku Sandinistů.[3]
- Žluto-černá vlajka či zlato-černá vlajka je symbolem anarchokapitalismu. Žlutá barva symbolizuje zlato. Vlajka byla poprvé představená roku 1963. Ačkoli jde o jediný nelevicový směr, na rozdíl od všech ostatních anarchismů, i zde se používá obdobná symbolika: Což může být matoucí. Zůstal sice odpor k institucím, prosazuje se však individualita nad kolektivem.
- Zeleno-černá vlajka je symbolem anarchoprimitivismu a zeleného anarchismu (ekoanarchismu). Zelená barva symbolizuje přírodu.
- Fialovo-černá vlajka je symbolem anarchofeminismu.
- Růžovo-černá vlajka je symbolem tzv. queer anarchismu.
- Bílo-černá vlajka je symbolem anarchopacifismu a méně obvykle i náboženského anarchismu.

## „A“ v kruhu

Tradiční anarchistické áčko

Punkové áčko

„A“ v kruhu je pravděpodobně nejznámější symbol anarchismu. Jde o monogram sestávající z písmena A (z angličtiny anarchism – anarchismus), okolo kterého je písmeno „O“ (z angličtiny order – pořádek). Spolu to znamená „anarchismus je pořádek“, což je odvozeno od citátu Pierre-Josepha Proudhona: „Nejvyšší dovršení společnosti spočívá ve spojení pořádku a anarchie“. První použití tohoto monogramu není jasné, byl však používán již ve Španělské občanské válce.
Po roce 1977 se áčko v kruhu, navzdory nevoli mnoha anarchistů, stalo jedním ze symbolů punku. Jako první ho začala využívat skupina Sex Pistols. Ovšem někteří punkeři si anarchii spojovali s chaosem a tímto byli v rozporu s anarchisty. První skupina, která využívala áčko v kruhu a zároveň se hlásila k myšlenkám anarchismu, byla britská skupina Crass.

## Černý kříž

Černý kříž

Symbolem Anarchistického černého kříže je černý kříž navrchu se zdvihnutou pěstí, která symbolizuje vzdor proti autoritám. Též symbolizuje „jak udělat z mnoha slabých prstů silnou pěst“. AČK se snaží pomáhat uvězněným anarchistům dostat se z vězení. 
Černý kříž byl inspirovaný znakem největší světové humanitární organizace – Červeného kříže. AČK se původně nazývalo Anarchistický červený kříž, ale název byl změněn přibližně v roce 1920, aby se předešlo zmatení, poněvadž v tomto čase i Červený kříž začal pomáhat vězňům.

## Černá kočka

Sabot cat

Anarchistická černá kočka, také nazývaná „Wild cat“ nebo „Sabot cat“, obvykle vyobrazená v bojové, neklidné pozici, je anarchistický symbol, vytvořený Ralphem Chaplinem.
Původ symbolu černé kočky je pravděpodobně podle jednoho příběhu stávky, jejichž několik členů bylo zbito a skončili v nemocnici. V té době vyhublá, černá kočka vešla do tábora stávkujících. Kočka byla krmena stávkujícími dělníky a poté se její zdravotní stav obrátil k lepšímu. Nakonec stávkující dělníci dosáhli některých ze svých požadavků a přijali kočku jako svého maskota.Tento symbol dnes používají anarchisté na celém světě.